# Acetophenazine
Acetophenazine (Tindal) là một thuốc chống loạn thần điển hình của nhóm phenothiazine.